# Prise (film)
Pour les articles homonymes, voir Prise.
Pour plus de détails, voir Fiche technique et Distribution.
Prise (Forever, Lulu) est un film germano-américain réalisé par Amos Kollek, sorti en 1986.

## Fiche technique
- Titre original : Forever, Lulu
- Titre français : Prise
- Réalisation : Amos Kollek
- Scénario : Amos Kollek
- Photographie : Lisa Rinzler
- Montage : Jay Freund
- Musique : Paul Chihara
- Pays d'origine : États-Unis - Allemagne de l'Ouest
- Genre : comédie dramatique
- Date de sortie : 1986

## Distribution
- Hanna Schygulla : Elaine
- Debbie Harry : Lulu
- Alec Baldwin : Buck
- Annie Golden : Diana
- Paul Gleason : Robert
- Ruth Westheimer : elle-même
- Raymond Serra : Alphonse
- Bill Corsair : Blackmailer
- Jonathan Freeman : Don
- Amos Kollek : Larry
- Susan Blommaert : Jackie Coles
- Wayne Knight : Stevie
- Antonia Rey : Clara
- Patti Astor : Mary Anne Zlutnik
- Joe Lisi : un flic
- B. D. Wong (non crédité)